# Батарин, Виктор Иванович
Ви́ктор Ива́нович Бата́рин (28 января 1949, Славянская, Краснодарский край — 1 октября 2020, Краснодар) — советский футболист, полузащитник (ранее — нападающий). Мастер спорта СССР.

## Карьера

### Клубная
Карьеру игрока начал в 1966 году в славянском «Урожае». В 1968 году был призван в ряды Советской армии. В этот период играл в команде высшей лиги СКА, но закрепиться в составе не сумел. За армейцев Батарин провёл всего один матч в рамках 1/16 финала Кубка СССР 1970 года против тернопольского «Авангарда».
Дважды отлучался из СКА, выступая в составе клубов второй лиги «Калитва» из и сочинского «Строителя».
С 1970 по 1977 год защищал цвета нальчикского «Спартака». В 1976 году прошёл предсезонную подготовку вместе с куйбышевскими «Крыльями Советов», но по её окончании вернулся в Нальчик. В составе нальчан провёл более 285 матчей, забил 52 мяча и стал в 1970 году чемпионом РСФСР.
С 1978 по 1980 год выступал за «Кубань», сыграл 73 встречи и забил 8 мячей в первенстве СССР, а также принимал участие в розыгрыше Кубка, был капитаном команды. В 1979 году стал в составе «жёлто-зелёных» серебряным призёром первенства первой лиги и добился вместе с командой права выступать в высшей лиге, сыграв за сезон 35 матчей из 46.
Завершил карьеру игрока в 1980 году, в составе клуба второй лиги «Актюбинец».

### После карьеры
После завершения карьеры футболиста в течение длительного периода возглавлял краснодарскую краевую федерацию футбола, затем работал в ней инспектором. Продолжал играть на любительском уровне, становился чемпионом среди ветеранов. С 1996 по 1997 год был инспектором РФС. Затем на пенсии. Входил в совет старейшин «Кубани».

## Достижения
- Серебряный призёр первенства Первой лиги СССР (выход в Высшую лигу): 1979.
- Чемпион РСФСР: 1970.

## Образование
Окончил Кубанский педагогический институт.

## Статистика выступлений
| Команда                     | Сезон            | Чемпионат        | Чемпионат | Чемпионат | Кубок | Кубок | Прочее | Прочее | Итого | Итого |
| Команда                     | Сезон            | Уров.            | Игры      | Голы      | Игры  | Голы  | Игры   | Голы   | Игры  | Голы  |
| --------------------------- | ---------------- | ---------------- | --------- | --------- | ----- | ----- | ------ | ------ | ----- | ----- |
| Урожай (Славянск-на-Кубани) | 1967             | III              | ?         | ?         | 0     | 0     | 0      | 0      | ?     | ?     |
| Урожай (Славянск-на-Кубани) | 1968             | III              | 17        | 0         | 0     | 0     | 0      | 0      | 17    | 0     |
| Урожай (Славянск-на-Кубани) | Итого            | Итого            | 17*       | 0*        | 0     | 0     | 0      | 0      | 17*   | 0*    |
| Калитва (Белая Калитва)     | 1968             | III              | 10        | 1         | 0     | 0     | 0      | 0      | 10    | 1     |
| Строитель (Сочи)            | 1969             | III              | ?         | 12        | 0     | 0     | ?      | ?      | ?*    | 12*   |
| СКА (Ростов-на-Дону)        | 1970             | I                | 0         | 0         | 1     | 0     | 0      | 0      | 1     | 0     |
| Спартак (Нальчик)           | 1970             | III              | 21        | 5         | 0     | 0     | 3      | 1      | 24    | 6     |
| Спартак (Нальчик)           | 1971             | III              | 31*       | 10        | 0     | 0     | 3*     | 1      | 34*   | 11    |
| Спартак (Нальчик)           | 1972             | II               | 38        | 5         | 4     | 0     | 0      | 0      | 42    | 5     |
| Спартак (Нальчик)           | 1973             | II               | 38        | 3         | 2     | 0     | 0      | 0      | 40    | 3     |
| Спартак (Нальчик)           | 1974             | II               | 38        | 6         | 4     | 0     | 0      | 0      | 42    | 6     |
| Спартак (Нальчик)           | 1975             | II               | 38        | 6         | 1     | 0     | 0      | 0      | 39    | 6     |
| Спартак (Нальчик)           | 1976             | II               | 22        | 6         | 0     | 0     | 0      | 0      | 22    | 6     |
| Спартак (Нальчик)           | 1977             | III              | 42        | 9         | 0     | 0     | 2*+3*  | 0+1    | 46    | 10    |
| Спартак (Нальчик)           | Итого            | Итого            | 268*      | 50        | 11    | 0     | 11*    | 3      | 290*  | 53    |
| Кубань (Краснодар)          | 1978             | II               | 38        | 3         | 0     | 0     | 0      | 0      | 38    | 3     |
| Кубань (Краснодар)          | 1979             | II               | 35        | 5         | 0     | 0     | 0      | 0      | 35    | 5     |
| Кубань (Краснодар)          | 1980             | I                | ?         | ?         | ?     | ?     | 0      | 0      | ?*    | ?*    |
| Кубань (Краснодар)          | Итого            | Итого            | 73*       | 8*        | 0*    | 0*    | 0      | 0      | 73*   | 8*    |
| Актюбинец (Актобе)          | 1980             | III              | 17        | 8         | 0     | 0     | 0      | 0      | 17    | 8     |
| Всего за карьеру            | Всего за карьеру | Всего за карьеру | 385*      | 79*       | 12*   | 0*    | 11*    | 3*     | 408*  | 82*   |

Примечание: знаком * отмечены ячейки, данные в которых, возможно, неполные из-за отсутствия протоколов первенств 1967, 1969, 1980 годов и второго круга первенства 1971 и 1977 годов, а также протоколов полуфинала первенства РСФСР 1969 года, турнира за право выхода в Первую лигу 1971 года, чемпионата РСФСР 1977 года и Кубка СССР 1980 года.
Источники:
- Статистика выступлений взята из книги: Морозов И. А. История Кабардино-Балкарского футбола. Часть 2 (1959—1991). — Астрахань, 2006. — 278 с.